# Capitania do Ceará

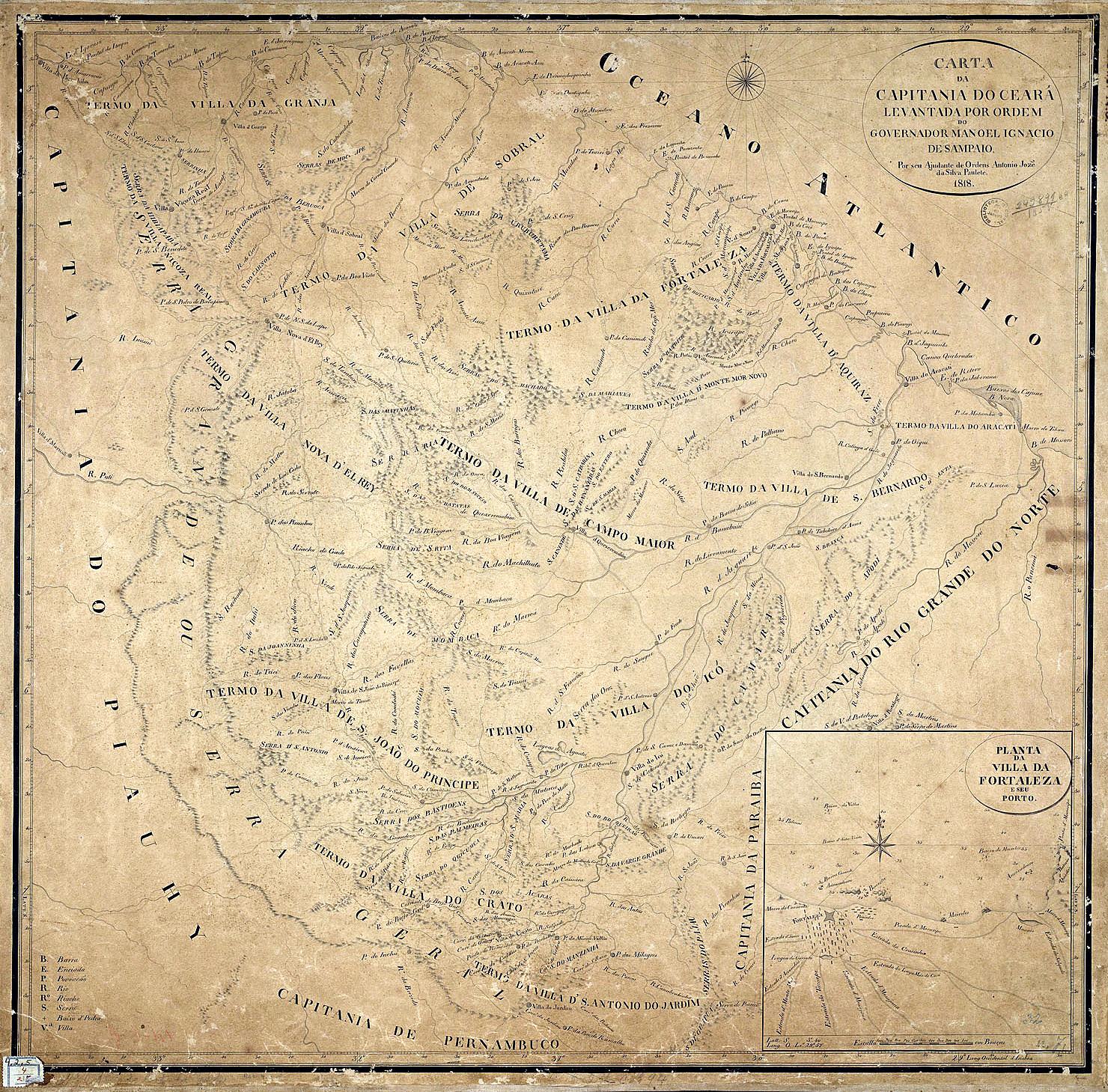
Carta da Capitania do Ceará, António José da Silva Paulet, 1818.

A Capitania do Ceará foi uma das subdivisões administrativas do território brasileiro no período colonial da América Portuguesa, criada em 1534 junto com mais treze regiões hereditárias (1534–1548), entregues pelo rei de Portugal, Dom João III, a donatários em regime de hereditariedade.
Originalmente parte do Grão Pará e Maranhão durante as guerras francesas entre PB e AP, foi anexada por Olinda de Pernambuco e passou ao estado do Brasil. Basicamente junção da costa setentrional com estepe norte e parte setentrional da central, zona transitória entre saliente e meio norte com fortes vínculos naturais e culturais com o meio norte e histórico-geopolíticos com o saliente.
Pernambuco e São Vicente foram as únicas capitanias que prosperaram no período colonial.

## História

### Antecedentes
A colonização européia na América foi efetivamente iniciada em 1534, quando o rei Dom João III dividiu o território em quatorze capitanias hereditárias (administração do território colonial português) que foram doadas a doze capitães-donatários (vassalos), que podiam explorar os recursos da terra, mas em contra-partida deveriam povoar e proteger as regiões, onde os direitos e deveres dos donatários eram regulamentados pelas Cartas de Foral.
O sistema de capitanias já era empregado pelo Império Português nas ilhas da Madeira e de Cabo Verde desde o século XV. Em carta dirigida a Martim Afonso de Sousa em 1532, Dom João III comunicou a decisão de dividir o território português, assim em 1534 efetivou as primeiras doações.
Existem três possíveis fatores para a adoção do sistema de capitanias no Brasil: uma resposta da monarquia portuguesa ante a ameaça da França ao seu projeto de domínio na América; transferência dos gastos com a colonização que deixavam de ser do Estado e passavam para os donatários, favorecendo a Coroa em um contexto de escassez de recursos; conversão da população nativa ao cristianismo, dando continuidade ao ideal da Cruzadas.

### Origens
Com o estabelecimento, pela Coroa Portuguesa do sistema de capitanias hereditárias para a colonização do Brasil (1534), o território do atual estado do Ceará estava compreendido em três lotes:
- da baía da Traição à foz do Rio Jaguaribe, no lote doado a João de Barros e Aires da Cunha (Capitania do Rio Grande);
- da foz do rio Jaguaribe à do Rio Mundaú, constituindo o lote doado a Antônio Cardoso de Barros (Capitania do Ceará); e
- da foz do rio Mundaú ao Piauí, no lote doado a Fernão Álvares de Andrade (2a. Capitania do Maranhão).

A Capitania do Ceará foi doada em 20 de novembro de 1535 ao provedor-mor da Fazenda Real, Antônio Cardoso de Barros, subalterno de Fernão Álvares de Andrade e de D. Antônio de Ataíde. O seu foral foi-lhe passado em 26 de janeiro de 1536 (BUENO, 1999:169). Como os seus vizinhos por diversos motivos, este donatário também não chegou a ocupar o seu lote.
A partir de 1590 corsários franceses estabeleceram uma feitoria fortificada em seu litoral, aliando-se aos Tabajaras da Ibiapaba, explorando pau-brasil ("Caesalpinia echinata").
A primeira expedição portuguesa de vulto na região foi empreendida no contexto da Dinastia Filipina (1580-1640), a partir de 1603 quando o Capitão-mor Pero Coelho de Souza percorreu a sua costa à frente de oitenta e seis soldados e duzentos indígenas, com ordens "de descobrir por terra o porto do Jaguaribe, tolher o comércio dos estrangeiros, descobrir minas e oferecer pazes aos gentios" e fundar "povoação e Fortes nos lugares ou portos que melhores lhe parecerem, procurando a amizade dos índios, oferecendo-lhes paz e a lei evangélica" (Regimento da expedição. apud STUDART FILHO, 1937:8). Esta expedição fundou o Fortim de São Lourenço (1603), conquistou e arrasou a posição francesa na Ibiapaba (1604) e levou ao estabelecimento do Fortim de São Tiago da Nova Lisboa (1604) na foz do rio Ceará, abandonado no ano seguinte (1605).
Pouco mais tarde, face à ameaça francesa na Capitania do Maranhão, o governador da Repartição do Brasil, D. Diogo de Meneses (1608-1613), incumbiu o capitão-mor Martim Soares Moreno de, na costa da 'capitania do Ceará, fundar uma feitoria, guarnecer pontos estratégicos, fomentar o progresso econômico e a catequese dos gentios. Acompanhado de apenas seis soldados e de um religioso com o domínio do idioma, para não hostilizar os indígenas, Moreno retornou à foz do rio Ceará. Com o auxílio do morubixaba Jacaúna, ergueu, no mesmo lugar do antigo Fortim de São Tiago, uma nova povoação, e uma ermida dedicada a Nossa Senhora do Amparo, a 20 de janeiro de 1612.
Quando da criação do Estado do Maranhão, em 1621, nele se inscrevia a Capitania Real do Siará.
Esta, durante a segunda das Invasões holandesas do Brasil (1630-1654), permaneceu ocupada pelos invasores de 1637 a 1654.
A partir de 1680, o Siará passou à condição de capitania subalterna da de Pernambuco, desligada do Estado do Maranhão.
A capitania do Ceará veio a alcançar a autonomia apenas no fim do século XVIII, pela Carta-régia de 17 de janeiro de 1799.
As Vilas da Capitania do Ceará, especialmente a Vila da Fortaleza de Nossa Senhora da Assunção, fundada em 1726 pelo capitão-mor Manuel Francês, eram governadas por uma Câmara de Vereadores. As Vilas da Capitania do Ceará não possuíam prefeitos, mas apenas vereadores.
Às vésperas da Independência do Brasil, a 28 de fevereiro de 1821, tornou-se uma província e assim permaneceu durante todo o período imperial.
Com a Proclamação da República Brasileira (1889), tornou-se o atual estado do Ceará.

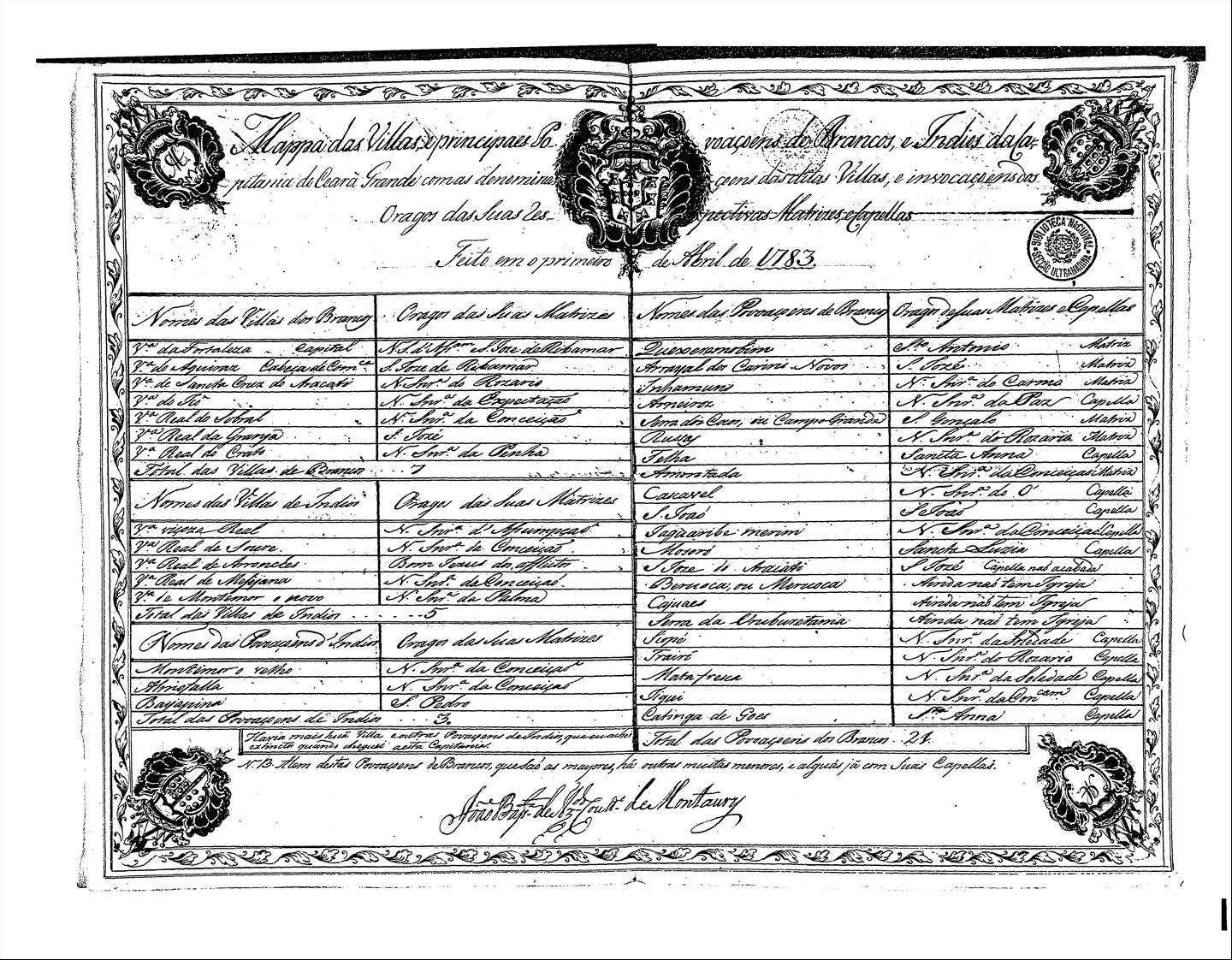
Mapa das Vilas da Capitania do Ceará feito pelo capitão-mor do Ceará João Batista de Azevedo Coutinho de Montauri no ano de 1783.

Os Governadores mais importantes da Capitania do Ceará:
1. Pero Coelho de Sousa — De origem Açoriana. Foi responsável por liderar a expedição de 1603 até a Serra da Ibiapaba, expulsando os franceses do Ceará. Ergueu duas fortificações na capitania (no atual Fortim e Fortaleza), porém abandonou a capitania após a primeira seca registrada na história do Ceará em 1605.
2. Martim Soares Moreno.
3. Diogo Coelho de Albuquerque — Foi durante o seu governo que a Capitania do Ceará perdeu autonomia e praticamente se tornou uma colônia da Capitania de Pernambuco. Isso aconteceu, porque Diogo Coelho de Albuquerque havia pedido ajuda ao capitão-mor da Capitania de Pernambuco, Francisco de Brito Freire, onde o governador da Capitania de Pernambuco se aproveitou da fragilidade da Capitania do Ceará e a anexou ao seu território. A Capitania do Ceará só voltaria a ser autônoma no ano de 1799.
4. Álvaro de Azevedo Barreto — Foi durante o governo de Álvaro de Azevedo Barreto que os portugueses conseguiram expulsar definitivamente os invasores holandeses em 1654. Tomou o forte Schoonenborch e o batizou com o nome de Fortaleza de Nossa Senhora da Assunção. Nossa Senhora da Assunção ficou sendo a padroeira da Capitania do Ceará.
5. Jorge Correia da Silva — foi capitão-mor da Capitania do Ceará por um período de três anos, era Cavaleiro da Ordem de São Bento de Avis e ajudou o Padre Antônio Vieira nas missões da Serra da Ibiapaba, na Capitania do Ceará durante o século XVII.
6. Sebastião de Sá — Na Capitania do Ceará, especialmente na Vila de Fortaleza, existia uma Confraria de Nossa Senhora da Assunção, cujo objetivo era fazer caridade. O capitão-mor Sebastião de Sá concedeu uma sesmaria na Barra do Ceará para a construção de um convento dessa ordem religiosa.
7. Bento de Macedo de Faria — Durante o seu governo buscou abrir o comércio do Ceará, inclusive fazendo comércio com os holandeses que haviam abandonado a Capitania do Ceará após a reconquista portuguesa.
8. Fernão Carrilho.
9. Pedro Lelou (Petrus Leloup) — De origem belga. Liderou campanhas de repressão e invasão aos territórios indígenas do Jaguaribe, principalmente contra o povo Payacú. Ergueu uma fortificação nas ribeiras daquele rio (na atual Russas).
10. Jorge de Barros Leite — Foi um político e militar liberal que restituiu a liberdade aos índios Tapuias da aldeia Araré durante o seu governo.
11. Gabriel da Silva Lago — Mandou erguer uma paliçada de defesa e proteção dos moradores da ribeira do rio Salgado contra as investidas dos índios. Essa paliçada deu origem ao atual município do Icó.
12. Manuel Francês — No ano de 1726 mandou fazer a primeira planta ou desenho da Vila de Fortaleza. Por isso, muitos o consideram como o fundador da cidade de Fortaleza, capital do Ceará.
13. João Batista Furtado — Defendeu a construção de uma nova fortaleza na Capitania do Ceará, mas nunca conseguiu colocar o projeto em construção.
14. Domingos Simões Jordão — Durante o seu governo teve de enfrentar secas e levantes populares.
15. Francisco de Miranda Costa — Provavelmente foi no seu governo que foi criada a Vila de Messejana. Foi também Francisco Miranda Costa que criou auxílios aos juízes eclesiásticos da Capitania do Ceará.
16. Luís Quaresma Dourado — Durante o seu governo teve de enfrentar várias guerras entre os índios e os aliados dos portugueses por causa das terras da Capitania do Ceará.
17. Francisco Xavier de Miranda Henriques — Durante o seu governo buscou fazer reformas na Fortaleza de Nossa Senhora da Assunção usando do seu próprio salário.
18. João Baltasar Quevedo Homem de Magalhães.
19. Antônio José Vitoriano Borges da Fonseca.
20. João Batista de Azevedo Coutinho de Montauri — Ele foi um dos primeiros a fazer o mapa dos rios e das vilas da Capitania do Ceará; além disso, ele foi um dos raros portugueses a considerar a Capitania do Ceará um lugar rico e paradisíaco. Foi ele que descobriu o grande potencial salino da Capitania do Ceará. Ele também denunciava em suas cartas a corrupção dos Ouvidores da Capitania do Ceará e que a corrupção era o principal motivo da Capitania do Ceará não crescer economicamente.
21. Luis da Mota Feo e Torres.
22. João Carlos Augusto.
23. Luís Barba Alardo de Menezes.
24. Manuel Inácio de Sampaio.